# Rudolph Schildkraut
Rudolph Schildkraut (Istanbul, 27 aprile 1862 – Los Angeles, 15 luglio 1930) è stato un attore austriaco.

## Biografia
Nacque a Istanbul al tempo dell'impero ottomano da una famiglia israelita che gestiva un albergo, ma crebbe in Romania, a Brăila.

## Filmografia
- Der Shylock von Krakau, regia di Carl Wilhelm (1913)
- Ivan Koschula, regia di Richard Oswald (1914)
- Lache Bajazzo, regia di Richard Oswald (1915)
- Das achte Gebot, regia di Max Mack (1915)
- Schlemihl, regia di Richard Oswald (1915)
- Der Narr des Schicksals, regia di Felix Salten (1915)
- Dämon und Mensch, regia di Richard Oswald (1915)
- Der Glücksschneider, regia di Hans-Otto Löwenstein (1916)
- Das Wiegenlied, regia di Max Mack (1916)
- Das tanzende Herz, regia di Max Mack (1916)
- Die Jugendsünde (1919)
- Der Pascha (1919)
- Der Hofmusiker (1919)
- Umsonst gekämpft (1920)
- Gerechtigkeit, regia di Stefan Lux (1920)
- Theodor Herzl, der Bannerträger des jüdischen Volkes, regia di Otto Kreisler (1921)
- His People
- Young April
- Pals in Paradise
- Il re dei re (The King of Kings), regia di Cecil B. DeMille (1927)
- Il medico di campagna (The Country Doctor), regia di Rupert Julian (1927)
- A Harp in Hock, regia di Renaud Hoffman (1927)
- The Main Event, regia di William K. Howard (1927)
- Turkish Delight, regia di Paul Sloane (1927)
- A Ship Comes In, regia di William K. Howard (1928)
- La veglia della fiamma (Christina), regia di William K. Howard (1929)

### Film o documentari dove appare
- Movie Memories